# 梶田興治
梶田 興治（かじた こうじ、1923年〈大正12年〉10月7日 - 2013年〈平成25年〉8月18日）は、日本の映画助監督、テレビ映画監督、テレビプロデューサー。ペンネームは谷こうじ、池すすむ、由起こうじ。

## 経歴
東京都出身。1945年（昭和20年）に東宝に入社。翻訳部門を経て助監督となる。演出部で本多猪四郎のチーフ助監督を長く務め、円谷特技プロダクション（後の円谷プロダクション）へ出向、同社初のテレビシリーズとして勢作された『ウルトラQ』の監督として活躍。その後東宝に戻りテレビ部のプロデューサーとして活躍。
2013年8月18日、病のために死去。89歳没。

## 人物・エピソード
本多猪四郎とは『牧師三四郎』という映画で組む予定であったが企画自体が流れてしまい、本多から「次が決まったら頼む」と言われ実際に組んだのが『ゴジラ』（1954年版）であった。本多は、梶田について完璧主義であり、映像に対して真剣に取り組んでいたと評している。
『ゴジラ』の制作時は怪獣映画の認知度は低く、銀座のロケハンでどのビルを壊すか相談していたため不審者にみられたり、ゴジラが出現するシーンのエキストラ撮影では山の上からゴジラが顔を出すと説明しても笑われてしまったりなど苦労が多かったという。
『キングコング対ゴジラ』（1962年）では、撮影中に負傷した本多に代わり、一部のシーンを撮影した。
第二次世界大戦中は、陸軍飛行部隊所属であったが、『ウルトラQ』第27話「206便消滅す」では、劇中にゼロ戦のミニチュアを登場させている。
梶田がチーフ助監督の時代にその下についた谷清次によれば、梶田は軍属経験があるため考え方も軍隊式で、絶対に逆らうことはできなかったという。
俳優の加藤茂雄は、助監督時代の梶田は役者の演技に指示を出すようなことはなく、他の助監督のように俳優たちの間に入って交流するようなことはなかったと証言している。

## 代表作

### 映画
| 公開年月日 | 公開年月日 | 作品名                                    | 制作（配給）                                     | 役職         |
| ---------- | ---------- | ----------------------------------------- | ------------------------------------------------ | ------------ |
| 1954年     | 1月15日    | 山の音                                    | 東宝                                             | 監督助手     |
| 1954年     | 7月7日     | 水着の花嫁                                | 東宝                                             | チーフ助監督 |
| 1954年     | 11月3日    | ゴジラ                                    | 東宝                                             | チーフ助監督 |
| 1955年     | 1月9日     | 恋化粧                                    | 東宝                                             | チーフ助監督 |
| 1955年     | 5月10日    | 男ありて                                  | 東宝                                             | チーフ助監督 |
| 1955年     | 9月21日    | くちづけ                                  | 東宝                                             | チーフ助監督 |
| 1956年     | 1月22日    | 若い樹                                    | 東宝                                             | チーフ助監督 |
| 1956年     | 3月6日     | 見事な娘                                  | 東宝                                             | チーフ助監督 |
| 1956年     | 5月3日     | 妻の心                                    | 東宝                                             | チーフ助監督 |
| 1956年     | 7月26日    | 恐怖の逃亡                                | 東宝                                             | チーフ助監督 |
| 1956年     | 8月22日    | ある女の場合                              | 東宝                                             | チーフ助監督 |
| 1957年     | 4月9日     | 「動物園物語」より 象                     | 東宝                                             | チーフ助監督 |
| 1957年     | 6月19日    | サラリーマン出世太閤記                    | 東宝                                             | チーフ助監督 |
| 1957年     | 12月28日   | 地球防衛軍                                | 東宝                                             | チーフ助監督 |
| 1958年     | 2月11日    | 花嫁三重奏                                | 東宝                                             | チーフ助監督 |
| 1958年     | 6月24日    | 美女と液体人間                            | 東宝                                             | チーフ助監督 |
| 1958年     | 10月14日   | 大怪獣バラン                              | 東宝                                             | チーフ助監督 |
| 1959年     | 3月29日    | コタンの口笛                              | 東宝                                             | チーフ助監督 |
| 1959年     | 12月26日   | 宇宙大戦争                                | 東宝                                             | チーフ助監督 |
| 1960年     | 12月11日   | ガス人間第一号                            | 東宝                                             | チーフ助監督 |
| 1961年     | 7月8日     | 大学の若大将                              | 東宝                                             | チーフ助監督 |
| 1961年     | 9月17日    | アッちゃんのベビーギャング                | 東宝                                             | チーフ助監督 |
| 1961年     | 11月12日   | 黒い画集 第二話 寒流                      | 東宝                                             | チーフ助監督 |
| 1962年     | 3月21日    | 妖星ゴラス                                | 東宝                                             | チーフ助監督 |
| 1962年     | 8月11日    | キングコング対ゴジラ                      | 東宝                                             | チーフ助監督 |
| 1963年     | 1月3日     | 太平洋の翼                                | 東宝                                             | チーフ助監督 |
| 1963年     | 5月29日    | 青島要塞爆撃命令                          | 東宝                                             | チーフ助監督 |
| 1963年     | 8月11日    | マタンゴ                                  | 東宝                                             | チーフ助監督 |
| 1963年     | 12月22日   | 海底軍艦                                  | 東宝                                             | チーフ助監督 |
| 1964年     | 4月29日    | モスラ対ゴジラ                            | 東宝                                             | チーフ助監督 |
| 1965年     | 8月8日     | フランケンシュタイン対地底怪獣            | - 東宝 - ベネディクト・プロダクション - （東宝） | チーフ助監督 |
| 1965年     | 12月19日   | 怪獣大戦争                                | 東宝                                             | チーフ助監督 |
| 1966年     | 7月31日    | フランケンシュタインの怪獣 サンダ対ガイラ | - 東宝 - ベネディクト・プロダクション - （東宝） | チーフ助監督 |

### テレビ
| 放映年月日            | 作品名    | サブタイトル | 制作               |
| --------------------- | --------- | --- | ------------------ |
| 1966年1月2日 - 7月3日 | ウルトラQ | - 第4話「マンモスフラワー」 - 第8話「甘い蜜の恐怖」 - 第22話「変身」 - 第25話「悪魔ッ子」 - 第27話「206便消滅す」 | 円谷プロダクション |

### 作詞
- 「インファントの娘」 - 池すすむ名義[1]
- 「とんでこいモスラ」 - 由起こうじ名義[2]

## DVD出演
- キングコング対ゴジラ 音声特典オーディオコメンタリー（2001年）
- 海底軍艦 音声特典オーディオコメンタリー（2003年）